# Ron Clarke
Ronald William "Ron" Clarke, född 21 februari 1937 i Melbourne i Victoria, död 17 juni 2015 i Gold Coast i Queensland, var en australisk friidrottare, borgmästare och skribent. Mest känd är han nog som medel- och långdistanslöpare, då han under 1960-talet satte inte mindre än totalt sjutton världsrekord.
Han studerade vid Melbourne High School. Hans bror Jack Clarke och far Tom spelade australisk fotboll i Victorian Football League (högsta divisionen i Australien) med Essendon.
1956, när Clarke fortfarande var en lovande 19-åring, blev han utvald att tända den olympiska elden på olympiastadion vid öppningsceremonin under sommar-OS i Melbourne.
Under 1960-talet vann Clarke 12 australiska mästerskap på distanser från 1 500 meter till 6 engelska mil.
I OS erhöll han som bäst en bronsmedalj på 10 000 meter vid spelen i Tokyo 1964. Till OS 1968 i Mexico City anlände han till spelen som storfavorit, men kollapsade och avled nästan som en följd av höjdsjuka under den stenhårda tiotusenmetersfinalen. Han fick en permanent skada på hjärtat vid detta tillfälle, mycket på grund av att han inte var lika förberedd för den höga höjden som vissa andra medtävlare.
Under Samväldesspelen 1962 vann han en silvermedalj på 10 000 meter och i samma tävling fyra år senare samma valör på både 3 och 6 engelska mil.
1965 var utan tvekan Clarkes största år som idrottsman. Under en 44 dagar lång turné i Europa tävlade han 18 gånger och satte 12 världsrekord, inklusive den sällan löpta distansen 20 000 meter. Han sänkte sitt eget rekord på 10 000 meter med 39 sekunder, och blev därmed den förste att löpa milen under 28 minuter. Resultatet var den smått legendariska tiden 27:39,4. 
Även på 5.000 meter gjorde han en stor pressning av världsrekordet med tiden 13.16,6 på Stockholms Stadion den 5 juli 1966. Clarkes rekord på 5.000 och 10.000 meter stod sig tills Lasse Viren slog dem 1972. Clarke gjorde sammanlagt sex världsrekordlopp på dessa distanser, under åren 1963-1966. 
Clarke var en stayer, det vill säga en löpare med förmåga att tåla hård fart under lång tid, men hade en relativt dålig spurt. För att vinna över ett fält med goda spurtare behövde Clark hård fart från början av loppet, för att därefter långsamt öka denna i en långspurt. Hans snabbhet förbättrades under säsongerna 1967 och 1968, då han också satte nya världsrekord på distansen 2 engelska mil, som bäst till 8:19,6.
2004 valdes han till borgmästare i Gold Coast, Queensland genom att besegra Gary Baildon. Clarke avgick 2012.